# Gipsy Kings (album)
Gipsy Kings è il terzo omonimo album discografico in studio del gruppo musicale francese di origine gitana spagnola Gipsy Kings, pubblicato nel 1988.
In Italia, il primo brano dell'album, Bamboléo, raggiunse lo spazio riempipista nel corso dell'estate 1988, raggiungendo la terza posizione nella settimana 17/24 settembre.

## Tracce
1. Bamboléo – 3:25 (T. Baliardo, J. Bouchikhi, N. Reyes)
2. Tú Quieres Volver – 3:15 (Gipsy Kings)
3. Moorea – 4:05 (Gipsy Kings)
4. Bem, Bem, María – 3:03 (Gipsy Kings)
5. Un Amor – 3:40 (Gipsy Kings, Los Reyes)
6. Inspiration – 3:28 (Gipsy Kings)
7. A Mi Manera (Comme D'Habitude) (cover di My Way) – 3:52 (G. Thibault, C. Francois, J. Revaux)
8. Djobi Djoba – 3:27 (Gipsy Kings, Los Reyes)
9. Faena – 3:45 (T. Baliardo, J. Bouchikhi, N. Reyes)
10. Quiero Saber – 4:10 (Gipsy Kings)
11. Amor, Amor – 3:13 (Gipsy Kings)
12. Duende – 4:22 (Gipsy Kings)

## Video musicali (DVD)
1. Djobi, Djoba (Official HD Video) - 3:23
2. Bamboléo (Official HD Video) - 3:58

## Formazione

### Gipsy Kings
- Nicolas Reyes - voce principale, chitarra
- Diego Baliardo - chitarra, battito di mani
- Pablo Reyes - chitarra
- Andre Reyes - chitarra, cori
- Tonino Baliardo - chitarra, chitarra solista
- Chico Bouchikì - chitarra, percussioni, battito di mani

#### Altri musicisti
- Gerard Prevost - basso, sintetizzatore
- Claude Salmieri - batteria
- Max Baliardo - chitarra
- Marc Chantereau - percussioni
- Dominique Perrier - sintetizzatore

## Classifiche
| Paese         | Posizione più alta |
| ------------- | ------------------ |
| Australia     | 2                  |
| Austria       | 20                 |
| Germania      | 58                 |
| Norvegia      | 14                 |
| Nuova Zelanda | 20                 |
| Paesi Bassi   | 22                 |
| Regno Unito   | 16                 |
| Stati Uniti   | 57                 |
| Svezia        | 23                 |
| Svizzera      | 10                 |